# Planaeschna milnei
Planaeschna milnei är en trollsländeart. Planaeschna milnei ingår i släktet Planaeschna och familjen mosaiktrollsländor. IUCN kategoriserar arten globalt som livskraftig.

## Underarter
Arten delas in i följande underarter:
- P. m. milnei
- P. m. orientalis